# Рейц, Фрэнсис Уильям
Фрэнсис Уильям Рейц-младший (5 октября 1844, Свеллендам — 27 марта 1934, Кейптаун) — бурский и южно-африканский политик, писатель, поэт. Предпоследний президент Оранжевого Свободного Государства и последний государственный секретарь Трансвааля.

## Семья
Фрэнсис Уильям Рейц-младший был седьмым из двенадцати детей Фрэнсиса Уильяма Рейца-старшего, фермера и политика, и Корнелии Магдалены Денейс. Сам Фрэнсис Уильям-младший был женат дважды. В 1874 году он вступил в брак с 19-летней иммигрировавшей норвежкой Бланкой Тесен, сестрой известного промышленника Карла Вильхельма Тесена. У них родились семеро сыновей и одна дочь, до того как Бланка не умерла в 1887 году. Через 2 года Рейц женился на нидерландке Корнелии Марии Терезии Мулдер, 25-летней директрисе школы для девочек в Блумфонтейне. Она родила мужу 6 мальчиков и одну девочку и пережила мужа на полгода. Из детей Рейца-младшего известности добился Денейс Рейц, так же как и отец ставший юристом и политиком, а также военным.

## Образование
Фрэнсис Уильям-младший вырос на семейной ферме Реностерфонтейн в Капской колонии и воспитывался гувернанткой. В девятилетнем возрасте Рейц пошёл в школу Рондебосха. Там он достиг больших успехов и в 1857 году поступил в Южно-Африканский колледж. Также отлично проявив себя в учёбе, особенно в правовых дисциплинах, Рейц закончил его на уровне бакалавра в 1863 году. Он продолжил изучать право в Южно-Африканском колледже под руководством профессора Ватермейера, но тот вскоре умер. Тогда Рейц, вопреки воле отца, отправился учиться в Лондон, где поступил в Иннер-Темпл. В июне 1867 года он успешно сдал там экзамен на барристера.